# Ііріс Суомела
Ііріс Суомела (фін. Iiris Suomela; нар. 1 травня 1994, Тампере, Фінляндія) — фінська політична діячка, яка увійшла до парламенту Фінляндії в 2019 році як представниця Партії зелених Фінляндії. Наймолодша членкиня парламенту Фінляндії.
У листопаді 2021 року стала виконувачкою обов'язків лідера Партії зелених.

## Раннє життя та освіта
Суомела народилася в Тампере, але також прожила за кордоном загалом 7 років. В юності жила у Великій Британії. Навчалась в університеті Тампере. Має диплом з соціології.

## Політична кар'єра
У 2015 році вона балотувалася від Зелених на парламентських виборах але не потрапила до парламенту.
У 2017 році вона увійшла до міської ради Тампере.
Суомела була співлідеркою Зеленої молоді у 2017 та 2018 роках.
Суомела закликала до покращення доступу до контрацепції. Вона є другою ініціаторкою громадянської ініціативи Suostumus2018, метою якої є реформування Кримінального кодексу, щоб секс без згоди завжди вважався зґвалтуванням.
Суомела була обрана до парламенту на парламентських виборах 2019 року за списком Партії зелених.

## Особисте життя
Партнер Суомели — підприємець і колишній політик Матті Парпала. Вона народила їхню першу дитину в 2020 році. Суомела бісексуальна.